# Jan Stanisławski
Jan Stanisławski (n. 1893 - d. 1973) a fost un anglicist și lexicograf polonez, autorul „Marelui Dicționar Englez-Polon” și al „Marelui Dicționar Polon-Englez”.

## Biografie
A fost profesor la Universitatea Jagiellonă în Cracovia. A participat la campania din septembrie 1939. A contribuit la educația secretă UJ, precum și la Academia Economică. În noiembrie 1939 a fost arestat de hitleriști în Sonderaktion Krakau, apoi încarcerat la Sachsenhausen. În anii din timpul războiului a devenit autorul „Marelui Dicționar Anglo-Polon” și al „Marelui Dicționar Polon-Englez”, care au fost unele dintre cele mai vaste dicționare de limba engleză accesibile în Polonia timp de câteva decenii. După moarte a fost îngropat la Cimitirul Rakowicki.
Note de subsol
↑ Uniwersytet Jagielloński w Krakowie: Lista pamięci[nefuncțională]